# Гринин, Владимир Григорьевич
Владимир Григорьевич Гринин (27 июня 1916, Озерки, Московская губерния — неизвестно) — советский футболист. Футбольный и хоккейный тренер.

## Биография
Старший брат Алексея Гринина. Играл за московскую команду СКиГ / «Буревестник» (1935, 1946—1947). В 1949 году был в составе команды группы I «Торпедо» Сталинград.
Добровольцем отправился на фронт Великой Отечественной войны. Воевал в составе ОМСБОН. Служил в 131 пограничном полку НКВД. Победитель футбольного турнира на Кубок, учрежденный шахом Ирана Мохаммедом Реза Пехлеви, в составе команды дислоцированного в Тегеране 131 полка (1944).
В 1950-х годах судил матчи чемпионата СССР по футболу на позиции бокового судьи.
Старший тренер команды по хоккею с шайбой «Буревестник» Москва (1956/57).
Старший тренер в футболе команды Кривого Рога (1959), «Ракеты» Горький (1960—1961), «Волны» Дубна (1968).